# Jean Laffite

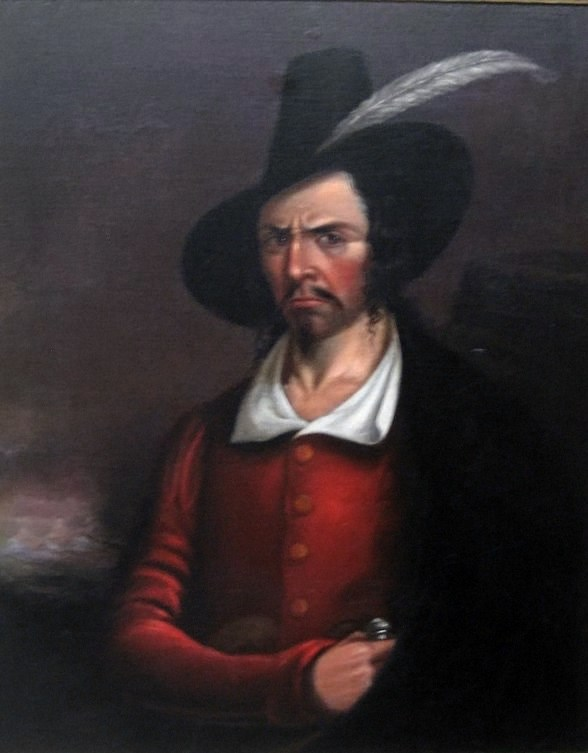
Jean Lafitte

Jean Laffite, auch Lafitte (* um 1780 Frankreich; † 1826, USA oder Yucatán) war ein französischer Pirat.

## Leben
Laffite wurde als zweiter Sohn eines Aristokraten geboren. Während der Französischen Revolution flüchtete seine Familie nach Hispaniola, wo ebenfalls Revolten und Bürgerkriege tobten. Nach den Sklavenaufständen und der Ausrufung des Staates Haiti 1804 emigrierten die Brüder Jean und Pierre in die USA.
Schon vier Jahre später galten die Laffites, die Juden waren, als gefürchtete Seeräuber, die mit zehn Schiffen und 1000 Männern in der Karibik amerikanische, britische und spanische Handelsschiffe kaperten und die Beute von der Insel Grande Terre in der Barataria Bay nach New Orleans schmuggelten. Die Versuche des Gouverneurs William Claiborne, Laffite aus dessen „Königreich von Barataria“ zu vertreiben, scheiterten kläglich – als er auf Laffites Kopf eine Prämie von 750 Dollar aussetzte, bot dieser für Claibornes Leben das Doppelte. Laffites geplante Expansion an die Küste von Texas wurde durch den Angriff der Briten auf das untere Mississippi-Gebiet aufgehalten – er kämpfte 1815 an der Seite des Generals Andrew Jackson in der Schlacht von New Orleans und erlangte so seine Legalität wieder. Das Schlachtfeld bei Chalmette sowie ein Teil des Sumpfgeländes zwischen Baratia und New Orleans sind heute als Teile des Jean Lafitte National Historical Park geschützt und zu besichtigen.
Nachdem man ihm in Washington die Rückgabe seines beschlagnahmten Eigentums verwehrte, kehrte er 1816 nach New Orleans zurück und beendete sein kurzes Dasein in der Legalität. Er begann an Plänen für eine Anlegestelle an der Küste von Texas zu arbeiten, die als Hafen für Kaperschiffe und Stützpunkt bei Überfällen auf Texas fungieren sollte. Laffite vertrieb 1817 den berüchtigten Piraten Louis Michel Aury von der Insel Galveston, die das Zentrum des Schmuggels, der Piraterie und des Sklavenhandels wurde. Ein zweites Mal waren die USA auf die Hilfe der Piraten angewiesen, als 1818 George Graham im Auftrag des Präsidenten Monroe die Laffite-Brüder bei der Vertreibung der Franzosen und Spanier aus Texas um Unterstützung bat – sie lehnten ab, und Texas wurde Mexiko angegliedert.
Um 1820 verließen die Brüder Laffite Galveston, da Jeans Intrigen jeden Freund verprellt und Pierres Arbeit für den spanischen Geheimdienst wertlos geworden war. Sie brannten Galveston nieder und siedelten auf die Mujeres-Insel über, wo Jean bis zu seinem Tod 1825 Schiffe überfiel. Obwohl Pierre Laffite der ältere und geschäftigere der Brüder war, wurde Jean Laffite Held vieler Heldenerzählungen.

## Medien
Laffite spielt in Charles Sealsfields Erzählung Tokeah; or the White Rose als «Häuptling des Salzwassers» eine wichtige Rolle.
Die Schlacht von New Orleans war Vorbild für den Film The Buccaneer (1938) (deutsch: „Der Freibeuter von Louisiana“). Regie führte Cecil B. DeMille; Fredric March spielte Laffite, Hugh Sothern General Jackson. 1958 sollte DeMille ein Remake drehen. Da er krank wurde, sprang sein Schwiegersohn Anthony Quinn ein, der schon 1938 eine Nebenrolle hatte. Hauptdarsteller waren Yul Brynner (Laffite) und Charlton Heston (General Jackson). Eine Nebenrolle spielte der später als Ben Cartwright bekannt gewordene Lorne Greene. Das Remake lief als „König der Freibeuter“ in deutschen Kinos.
In Der letzte Freibeuter (1950) spielte Paul Henreid Jean Laffite.
Laffite diente als Vorbild für die Filmfigur Jack Sparrow in Pirates of the Caribbean.
2008 veröffentlichte der US-amerikanische Comic-Verlag Boom! Studios (Los Angeles) die vierteilige Comic-Reihe "Galveston" von Johanna Stokes mit Jean Laffite und Jim Bowie als befreundete Protagonisten, deren Handlung im Jahr 1817 spielt.